# Le jardin des princesses
Le jardin des princesses è un album del gruppo musicale Silberflöten pubblicato in Svizzera da Viertbauer nel 2007.

## Tracce
1. Jeux des vagues (Jan Hrábek) - 3:42
2. Allegro furioso (Jan Hrábek) - 2:47
3. Le matin (Jan Hrábek) - 3:01
4. Un grand plaisir (Jan Hrábek) - 3:23
5. Les enfants et jeux (Jan Hrábek) - 4:13
6. Le jardin des princesses (Jan Hrábek, Alexius Tschallener) - 4:00
7. Montagnes, collines, plaines (Jan Hrábek) - 4:40
8. Le palais d'argent (Jan Hrábek) - 3:53
9. La danse avec le temps (Jan Hrábek) - 4:23
10. The Secret Rose (Jan Hrábek) - 3:35
11. Ça va, Amadeus? (Jan Hrábek) - 4:43
12. Une chanson pour la petite demoiselle (Jan Hrábek) - 8:39